# Torre del Moro (la Canonja)
|  | Vegeu altres significats a Torre del Moro |

La Torre del Moro és una torre de defensa de la Canonja (Tarragonès) inclosa a l'Inventari del Patrimoni Arquitectònic de Catalunya.

## Descripció
Torre quadrada de 4,5 de costat i 7 m d'alçada. Conserva una volta de formigó de calç i un encofrat de canya a l'interior. Els murs són de carreuons i les cantonades de carreus. Hi ha vestigis de quatre finestres de mig punt al darrer pis, cosa que permet afirmar que li manquen, ben bé, uns 2 m d'alçada. Transformada en habitatge des d'època històrica, ha de ser d'època tardogòtica (segles XIV o XV). Restaurada l'any 1970 per l'arquitecte Ubac, està en bon estat de conservació.